# Āghā-Bozorg Tehrāni

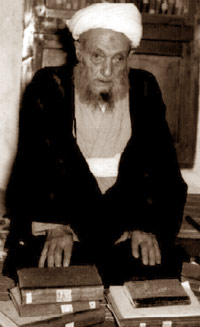
Agha-Bozorg Tehrani

Āghā-Bozorg Tehrāni (persisch آقابزرگ تهراني, DMG Āġā-Bozorg Tehrānī * 1876; † 1970), auch Großajatollah Scheich Mohammed Hassan Raz, war ein iranischer Historiker und Bibliograph aus Teheran. Er ist der Verfasser von adh-Dharīʿa ilā tasānīf asch-Schīʿa. Sein eigentlicher Name war Mohammad Mohsen, im Jahre 1931 bei der Einführung des Personalausweises wählte er den Namen Monzavi für sich.

## Leben
Agha-Bozorg Tehrani war ein Schia-mardschaʿ der  Hawza Elmiye in Nadschaf. Er war Lehrer des Ajatollahs Ali Hussaini Sistani, des Ajatollahs Muhammad Hussain Nadschafi und vieler anderer Persönlichkeiten.
Agha-Bozorg Tehrani emigrierte Anfang des 20. Jahrhunderts nach Samarra und dann nach Nadschaf im Irak. Sein berühmtestes Werk, Al Zaria men al tassanif el schia (kurz: Zaria oder al-Dhari’ah), ist eine Bibliographie in 26 Bänden mit zusätzlich drei Registerbänden. Er bereiste viele Länder und sammelte über 30 Jahre lang Informationen über schiitische Werke und Schriften im Iran und im Irak sowie in Indien, Pakistan, Syrien und Ägypten. Er sammelte diese Informationen in sechs handgeschriebenen Bänden. Sein ältester Sohn Alinaghi Monzavi (1921–2010) vervollständigte, korrigierte und veröffentlichte dieses Werk in weiteren 30 Jahren.
Die ersten drei Bände sind in Zusammenarbeit von Vater und Sohn in Nadschaf gedruckt worden, nachdem der irakische König Faisal II. den Betrieb einer Druckerei im Besitz eines Iraners verboten hatte. Agha-Bozorg wurde gezwungen, die Druckerei zu verkaufen und nach Nadschaf zu ziehen, wo er durch den höheren Anteil schiitischer Bevölkerung weniger unter Druck gesetzt war. Auch hier durfte er keine eigene Druckerei besitzen. Seine Versuche, das Werk dennoch zu drucken, scheiterten daran, dass es den Druckereien verboten war, ein Buch zu drucken, auf dem der Name eines Iraners stand. So wurde der erste Band mit einem arabischen Decknamen als Verfasser veröffentlicht. Alinaghi Monzavi, der älteste Sohn Agha-Bozorgs, kehrte in die Heimat zurück und veröffentlichte das Werk in Teheran. Mit der Erlaubnis des Vaters erweiterte, korrigierte und veröffentlichte er die Bände 4 bis 26 (Band 9 ist sehr umfangreich und musste in drei Teilbänden gedruckt werden) und drei Registerbände in den Jahren 1936 bis ca. 1980.

## Werk (Auswahl)
- Tabaghat e Aalam ol Schia (9 Bände)
- Mosannafet-e Shi’e (6 Bände)
- Mosanafol Maghal fi Elm ol Rejal